# Les Couloirs de l'Entretemps
Les Couloirs de l'Entretemps est le cinquième tome de la série de bande dessinée Le Cycle de Cyann.

## Fiche technique
- Scénaristes : François Bourgeon et Claude Lacroix
- Dessinateur : François Bourgeon
- Année de publication : 2012
- Genre : science-fiction
- Éditeur : 12 bis
- Nombre de planches : 64 pages – couleur
- (ISBN 978-2-35648-323-2)

## Synopsis
Après avoir fui Marcade à bord du vaisseau spatial l'Entretemps, aidée par un Nextan, Cyann doit retourner sur ☉lh pour aider sa cadette Azurée. Dix ans se sont écoulés sur ☉lh depuis son départ, quand elle avait laissé la tutelle d'Azurée à son amie Nacara. Cette dernière, devenue MajO, s'est attiré l'inimitié d'une grande partie de la population.